# Navidad de los pobres
Navidad de los pobres es una película argentina en blanco y negro dirigida por Manuel Romero sobre su propio guion escrito en colaboración con Nicolás Viola estrenada el 12 de agosto de 1947.

## Sinopsis
Comedia con toques humanitarios y sociales. Catita es empleada en una de las grandes tiendas del centro porteño. Irma Córdoba es una mujer sin recursos, madre soltera que oculta su pasado a su prometido, el hijo del dueño de la tienda. Hay una trama policial y un final feliz.

## Reparto
Participaron del filme los siguientes intérpretes:
- Niní Marshall...Catita
- Irma Córdoba
- Tito Lusiardo
- Fernando Lamas
- Osvaldo Miranda
- Rosa Martín
- Betty Lagos
- Pepita Muñoz
- Aida Villadeamigo
- Diana De Córdoba
- Esperanza Palomero
- Vicente Forastieri
- Orestes Soriani...Don Pedro
- Juan Pecci